# Riedelomyia teucholabina
Riedelomyia teucholabina là một loài ruồi trong họ Limoniidae. Chúng phân bố ở miền Australasia.